# This Is Me... Now
 (mars 2024).
La mise en forme du texte ne suit pas les recommandations de Wikipédia : il faut le « wikifier ».
Les points d'amélioration suivants sont les cas les plus fréquents :
- Les titres sont pré-formatés par le logiciel. Ils ne sont ni en capitales, ni en gras.
- Le texte ne doit pas être écrit en capitales (les noms de famille non plus), ni en gras, ni en italique, ni en « petit »…
- Le gras n'est utilisé que pour surligner le titre de l'article dans l'introduction, une seule fois.
- L'italique est rarement utilisé : mots en langue étrangère, titres d'œuvres, noms de bateaux, etc.
- Les citations ne sont pas en italique mais en corps de texte normal. Elles sont entourées par des guillemets français : « et ».
- Les listes à puces sont à éviter, des paragraphes rédigés étant largement préférés. Les tableaux sont à réserver à la présentation de données structurées (résultats, etc.).
- Les appels de note de bas de page (petits chiffres en exposant, introduits par l'outil «  Source ») sont à placer entre la fin de phrase et le point final[comme ça].
- Les liens internes (vers d'autres articles de Wikipédia) sont à choisir avec parcimonie. Créez des liens vers des articles approfondissant le sujet. Les termes génériques sans rapport avec le sujet sont à éviter, ainsi que les répétitions de liens vers un même terme.
- Les liens externes sont à placer uniquement dans une section « Liens externes », à la fin de l'article. Ces liens sont à choisir avec parcimonie suivant les règles définies. Si un lien sert de source à l'article, son insertion dans le texte est à faire par les notes de bas de page.
- La présentation des références doit suivre les conventions bibliographiques. Il est recommandé d'utiliser les modèles {{Ouvrage}}, {{Chapitre}}, {{Article}}, {{Lien web}} et/ou {{Bibliographie}}. Le mode d'édition visuel peut mettre en forme automatiquement les références.
- Insérer une infobox (cadre d'informations à droite) n'est pas obligatoire pour parachever la mise en page.

Pour une aide détaillée, merci de consulter Aide:Wikification.
Si vous pensez que ces points ont été résolus, vous pouvez retirer ce bandeau et améliorer la mise en forme d'un autre article.
Albums de Jennifer Lopez
A.K.A.
(2014) ...
Singles
This Is Me... Now est le neuvième album studio de l'artiste américaine Jennifer Lopez. Il est sorti le 16 février 2024, via Nuyorican Productions et BMG Rights Management, marquant sa première sortie dans le cadre de ce partenariat. Cet album a été enregistré entre mai et août 2022 et achevé le 29 juin 2023 ; il est fortement inspiré par la romance ravivée entre Jennifer Lopez et Ben Affleck ainsi que par leur mariage ultérieur, avec des thèmes d'amour et d'auto-guérison tout au long de l'album. Il s'agit de la suite directe du troisième album studio de Lopez, This Is Me.... Then (2002) et est son premier album studio en dix ans, depuis A.K.A. (2014). C'est le premier album de Lopez à ne comporter aucun rappeur sur son édition standard depuis J.Lo (2001). Chaka Khan a enregistré des voix supplémentaires pour la chanson "To Be Yours", tandis que l'auteur-compositeur-interprète britannique Raye a coécrit et chanté des chœurs sur "Dear Ben, Pt. II". Jennifer Lopez a contribué aux couplets de rap de trois des chansons de l'album et a coécrit toutes les chansons de l'album, dont la production a été assurée principalement par Rogét Chahayed, Jeff "Gitty" Gitelman et Angel Lopez.
Faisant partie d'un projet en trois parties documentant la vie amoureuse de Lopez, ses retrouvailles avec l'acteur Ben Affleck et sa recherche de l'amour, This Is Me.... Now s'accompagne de deux autres volets. Le second est un film musical narratif intitulé This Is Me... Now : A Love Story (en), coécrit par Lopez, Affleck, Dave Meyers et Chris Shafer, et réalisé par Meyers. Outre les visuels des chansons de l'album, le film est un récit stylisé et fictif, vaguement basé sur la propre vie de Jennifer Lopez et ses épreuves en tant que romantique en série. Il met en scène des célébrités telles que Fat Joe, Trevor Noah, Jane Fonda, Post Malone, Keke Palmer et Sofia Vergara, entre autres. Le troisième volet, un documentaire sur les coulisses du film, intitulé The Greatest Love Story Never Told (La plus belle histoire d'amour jamais racontée), s'inspire d'une collection de lettres du même nom adressées par Affleck à Lopez et explore la réalisation du film et du documentaire. Il est sorti le 27 février 2024 sur la plateforme de VOD Prime Video. Les trois volets ont été produits simultanément et ont été autofinancés par Jennifer Lopez avec un budget d'environ 20 millions de dollars.
This Is Me... Now a été précédé par le premier single, "Can't Get Enough", qui reprend la chanson d'Alton Ellis "I'm Still in Love with You" de 1967. Après sa sortie, la chanson est apparue dans plusieurs classements nationaux et a donné lieu à un remix avec la rappeuse Latto. Aux côtés des rappeurs Latto et Redman, Lopez a interprété la chanson lors de l'émission Saturday Night Live, où elle a également présenté le titre de l'album. L'album est sorti avec huit couvertures alternatives pour diverses éditions en CD, streaming, téléchargements numériques et vinyles. L'album a été accueilli par des critiques positives ou mitigées, louant la maturité de la voix de Jennifer Lopez, mais critiquant le contenu thématique de l'album. Pour promouvoir l'album, J.Lo se lancera dans la tournée This Is Me... Now: the Tour, sa première tournée en cinq ans.

## Contexte et inspiration
À la mi-2021, Jennifer Lopez a signé un accord pluriannuel avec Netflix pour produire une gamme de films et d'émissions de télévision par l'intermédiaire de sa propre société de production, Nuyorican Productions. Lopez a coproduit et joué aux côtés d'Owen Wilson et de Maluma dans la comédie romantique Marry Me, qui a été filmée à la fin de 2019 et est sortie en février 2022. Pendant cette période, Jennifer Lopez a également renoué avec son ancien fiancé, l'acteur Ben Affleck, et le couple s'est fiancé en avril 2022. Ces retrouvailles serviront d'inspiration principale pour une grande partie de l'album, du film et du documentaire. Le 25 novembre 2022, à l'occasion du 20e anniversaire de la sortie de This Is Me.... Then (2002), Lopez a annoncé son neuvième album studio, This Is Me... Now avec une vidéo qu'elle a publiée sur ses médias sociaux, la montrant recréant la couverture de cet album qui se transforme en une photographie pour le nouvel album. Il s'agit du premier album de Lopez en une décennie, depuis A.K.A. (2014).
Jennifer Lopez a décrit l'album comme un "voyage émotionnel, spirituel et psychologique qu'elle a entrepris au cours des deux dernières décennies". Les paroles de l'album sont très confessionnelles, Lopez discutant de la réputation de sa vie amoureuse. Elle a déclaré : « Les gens pensent savoir ce qui m'est arrivé en cours de route, les hommes avec qui j'ai été, mais ils n'en ont vraiment aucune idée, et bien souvent ils se trompent. Il y a une partie de moi qui cachait un aspect de moi-même à tout le monde. J'ai l'impression d'être enfin arrivée à un stade de ma vie où j'ai quelque chose à dire à ce sujet ». Après avoir initialement obtenu des investissements pour le projet, Lopez est allée de l'avant avec un budget d'environ 20 millions de dollars pour le projet conceptuel en trois parties : This Is Me... Now (l'album), This Is Me... Now : A Love Story (le film musical basé sur la musique de l'album) et le documentaire d'accompagnement The Greatest Love Story Never Told (La plus grande histoire d'amour jamais racontée). Après le retrait de l'un des bailleurs de fonds, qui ne comprenait pas le projet, Lopez est allé de l'avant et a vendu les droits de [...] : A Love Story à Amazon Prime Video. Plus tard, lors d'une interview accordée à Variety en 2024, il a été noté que This Is Me... Now est la suite directe de This Is Me...Then, et un clin d'œil délibéré à la "vieille école Lopez".
Le 29 juin 2023, Lopez a posté une photo d'elle-même avec le titre de l'album et la légende "album delivery day" (jour de livraison de l'album), faisant allusion à l'achèvement de l'album. Dans les commentaires qui ont suivi le post, l'un des producteurs de l'album, Rogét Chahayed, a déclaré : « Il est temps ». Le 11 septembre 2023, il a été annoncé que Lopez avait signé un contrat de "partenariat d'enregistrement et d'édition" avec BMG Rights Management, en conjonction avec sa propre société de production, Nuyorican Productions. Parlant de l'album avant sa sortie, Lopez a déclaré qu'elle voulait créer une expérience pour les fans : « Nous avons fait un tas de couvertures d'albums différentes... Nous essayons de faire des choses très spéciales pour les fans et de faire des objets de collection et des choses comme ça qu'ils pourront avoir pour toujours ». Plus tard, dans la même interview avec Entertainment Tonight, elle a déclaré : « La vérité, c'est que je ne sais même pas si je ferai un jour un autre album après celui-ci. C'est la quintessence du projet Jennifer Lopez / J.Lo et je me sens vraiment comblée, donc ils seront vraiment des objets de collection à un moment donné ».

## Concept et production
This Is Me... Now est un album pop et R&B, les critiques notant son style "old-school",,. Selon The Independent, cela est en partie dû aux harpes "cupid-plucked" présentes tout au long de la production de l'album. En discutant de la façon dont l'album est né, Lopez a remarqué qu'il a été inspiré par une conversation entre elle et son manager Benny Medina, où elle a raconté "des histoires inédites sur sa recherche de l'amour dans les années entre sa première fois avec Affleck et le triomphe de leur réunification". C'est Medina qui, le premier, a suggéré de faire un album sur ces retrouvailles, et Lopez a ensuite organisé un camp d'auteurs-compositeurs chez elle. Le point de départ de l'album était une collection de lettres que Ben Affleck avait écrites à Jennifer Lopez et intitulées "The Greatest Story Never Told" (La plus grande histoire jamais racontée). Selon Affleck, il a trouvé de la beauté et de l'ironie dans le fait que son amour avec Lopez était la plus grande histoire d'amour jamais racontée, et a remarqué que « si vous faites un disque à ce sujet, c'est un peu comme si vous la racontiez ». La dernière chanson de l'album et le documentaire qui l'accompagne portent le nom de cette collection de lettres. Selon Jennifer Lopez, la collection de lettres comprenait des écrits de la relation originale de Jennifer Lopez et Ben Affleck ainsi que des choses qui ont été écrites depuis que le duo s'est réuni. Affleck a offert les lettres dans un livre à Lopez pour le premier Noël depuis leurs retrouvailles. Lors d'une interview avec Zane Lowe sur Apple Music, Lopez a confirmé qu'elle a travaillé principalement avec un petit groupe de producteurs sur l'album. Il a été principalement produit par Rogét Chahayed, Jeff "Gitty" Gitelman et Angel Lopez. Au cours de la première journée, les séances de studio ont conduit à l'achèvement de la chanson titre et de la chanson de clôture de l'album, "The Greatest Story Never Told", qui a pris son inspiration et son nom à partir de la collection de lettres.
D'autres, comme Kimberly "Kaydence" Krysiuk, ont également rejoint l'équipe. This Is Me... Now a été écrit et produit principalement entre mai et août 2022, alors que Lopez se remettait en couple avec son ex compagnon, Ben Affleck. Lopez a confirmé que ces retrouvailles l'ont incitée à retourner en studio et à écrire de la musique honnête, ce qu'elle n'avait pas fait depuis This Is Me... Then (2002). Zane Lowe a interrogé Jennifer Lopez sur le lien entre This Is Me...Now et This Is Me...Then, en se demandant si l'album aurait pour but de "raviver cette ancienne relation et de faire en sorte que tout aille bien". Lopez a répondu : « Non. Il s'agit de moments de célébration avec la personne qui est votre âme sœur. Oui, je l'ai trouvé à l'époque et ça n'a pas marché. [...] Nous avions du travail à faire ». D'autres sessions et des crédits supplémentaires proviennent de Chauncey "Hit-Boy" Hollis, Tay Keith, Yeti Beats et Carter Lang, l'enregistrement et la production de l'album se terminant en 2023. Selon BMG, l'album a été principalement enregistré dans le studio personnel de Jennifer Lopez, Lola's House à Beverly Hills, Los Angeles. Plusieurs artistes ont contribué à l'album, notamment Justin Timberlake et Timbaland, l'auteur-compositeur-interprète britannique Raye, Madison Love et Jason DeRulo. Zane Lowe a noté que la harpe occupe une place importante dans la production de l'ensemble de l'album, tandis que Jennifer Lopez Lopez a également confirmé que c'était délibéré dans le son qu'elle espérait obtenir, commentant également que « je ne voulais pas créer un son qui était actuel ou qui sonnait comme tout ce qui sortait en ce moment ».

## Chansons et thèmes
L'album est nommé d'après la chanson d'ouverture, "This Is Me... Now", et la promotion qui a précédé la sortie de l'album, y compris certaines de ses illustrations, mettait en évidence des roses. Les apparitions de Lopez à la "Semaine de la Couture" (Couture Week) pour promouvoir l'album et son interprétation de la chanson-titre au Saturday Night Live comportaient des tenues faites de roses, Harper's Bazar notant que les tenues incarnaient les thèmes clés de la chanson-titre, à savoir "l'amour et l'auto-guérison". Uproxx a noté que la chanson titre était une ballade "downtempo", et que Jennifer Lopez "se prélassait dans son amour ravivé avec Ben Affleck". Elle contient également un échantillon vocal et des éléments de la chanson de Justin Timberlake de 2002 "Cry Me a River", et est l'une des trois chansons à contenir un couplet rap de Lopez. Un critique écrivant pour The Arts Desk a noté que le style vocal de Jennifer Lopez sur certaines pistes était du "rap insolent". Sal Cinquemani de Slant a noté que This Is Me.... Now est le premier album de Lopez depuis J.Lo en 2001 à ne pas contenir d'artistes rap, bien que la rappeuse américaine Latto apparaisse sur le remix de "Can't Get Enough" et le rappeur portoricain Anuel AA sur "Rebound", tous deux extraits de "l'édition deluxe". D'autres échantillons et interpolations sont présents sur l'album, comme le deuxième titre "To Be Yours" qui contient une interpolation de "Superstar", telle qu'écrite par Leon Russell et Bonnie Bramlett. L'album comporte également des voix supplémentaires de Chaka Khan, enregistrées spécialement pour l'album par Trevor Muzzy aux Henson Recording Studios de Los Angeles, en Californie.
"Can't Get Enough" se caractérise par une production R&B, qui rappelle la musique antérieure de Lopez, avec un style vocal haletant, sur une production de plage selon Gil Kaufman de Billboard. Elle contient une interpolation de "I'm Still In Love With You", écrite et composée par Alton Ellis et des éléments de "Son of a Scorpio", écrite et interprétée par Dennis Coffey. "not.going.anywhere" est la deuxième chanson de l'album à contenir un couplet de Lopez. "Rebound" figure deux fois sur l'album, une version solo sur toutes les éditions de l'album et un remix avec Anuel AA sur "l'édition deluxe". D'après Slant Magazine, Ben Affleck a fait des chants d'accompagnement sur cette chanson. L'album comprend également une suite à la chanson "Dear Ben" (This Is Me... Then) intitulée "Dear Ben, Pt. II". L'auteur-compositeur-interprète britannique Raye a coécrit la chanson et chanté en arrière-plan aux côtés de Jennifer Lopez, Jae Stephens et Steve Mackey. La chanson "Hearts and Flowers" a été considérée comme une suite du single de Lopez "Jenny from the Block" de 2002 par des critiques tels que The Arts Desk. Selon les crédits de l'album, "Hearts and Flowers" interpole une partie de "Jenny from the Block", ce qui peut expliquer certaines similitudes. "This Time Around" est la dernière chanson à être chantée par Jennifer Lopez, qui a également coécrit et produit la chanson avec le producteur argentin Federico Vindver. Il s'agit d'une ballade avec des guitares espagnoles. Les auteurs-compositeurs-interprètes Madison Love et Jason DeRulo ont participé à la coécriture de l'avant-dernière chanson "Midnight Trip to Vegas", qui reprend également le titre "Wicked Game" de Chris Isaak. La dernière chanson de l'album, "The Greatest Love Story Never Told", a été nommée d'après la collection de lettres qu'Affleck avait écrites à Lopez et partage également son nom avec le documentaire qui accompagne l'album.

## Accueil critique
This Is Me... Now a reçu un score de 61 sur 100 sur l'agrégateur de critiques Metacritic sur la base de dix critiques, indiquant une réception "généralement favorable" Stephen Thomas Erlewine de AllMusic a écrit que "l'album est relativement rationalisé et lisse, ne contenant pas d'apparitions d'invités et ne montrant pas de tentatives flagrantes de chasser les tendances". Sal Cinquemani de Slant Magazine a qualifié l'album de "l'un des efforts les plus cohérents de Jennifer Lopez sur le plan sonore" et a estimé que certaines chansons "capturaient avec succès le son rétro du R&B du début des années 80", bien que "la majeure partie de l'album ne parvienne pas à reproduire le son de This Is Me... Then". Julianne Escobedo Shepherd, collaboratrice de Pitchfork, a déclaré que la voix de Jennifer Lopez "est plus forte que jamais" et qu' "en tant qu'effort synergique de création d'un mythe, l'album fait certainement son travail", bien que "la narration menace de prendre le pas sur la musique, et c'est ce qui se produit". Peter Gray de The AU Review a écrit que si "une grande partie du contenu et du plaisir de cet album vient de sa connexion avec Affleck [...] c'est quand la chanteuse réfléchit sur elle-même que nous avons des moments de perfection pop".
Helen Brown de The Independent a trouvé que "pour toutes ses promesses de nous montrer la vraie elle, il est difficile de la voir dans la production lisse et sexy", même si "elle dégage la confiance d'une femme qui a survécu aux coups durs" avec "une texture rêveuse au R&B old-school de Lopez". Thomas H Green de The Arts Desk rapporte que bien que "le swing lyrique soit juste" et "qu'elle reconnaisse ses racines hispaniques", il y a deux problèmes avec le projet : "Le thème à une note, bien qu'il semble authentique et thérapeutique, commence à s'épuiser" et "la musique semble un peu dépassée" avec "des styles R&B d'antan". Neil McCormick du Daily Telegraph a décrit This Is Me.... Now comme un "album compétent mais peu puissant de pop lisse" et s'interroge sur l'absence de "toute saveur latine, qui aurait pu être son super pouvoir". Martina Rebecca Inchingolo d'ABC News a déclaré que Lopez "reprend sa place légitime sur le trône de la pop musique" sur l'album et a noté sa "nouvelle sagesse raffinée" par rapport à son prédécesseur. Dans une critique moins positive pour HipHopDX, Will Schube a écrit que "pour tout le temps, l'argent et l'énergie que J.Lo et son équipe ont mis dans l'accompagnement théâtral de This is Me... Now", il aurait "fallu que toutes les personnes impliquées passent un peu plus de temps sur la musique que le film était censé accompagner", concluant que l'album entend Lopez "constamment dire à ses fans à quel point sa vie amoureuse est géniale. Elle se soucie rarement d'expliquer pourquoi".

## Marketing

### Promotion
Le 21 septembre 2023, Jennifer Lopez s'est associée à Apple Music pour un concert exclusif à l'Orpheum Theatre de Los Angeles afin de promouvoir l'album. Le 25 novembre, Lopez a publié une bande-annonce pour l'album, présentant des clips des vidéos musicales à venir et/ou du film d'accompagnement. Trois jours plus tard, elle a posté les premières couvertures d'album vinyles sur les réseaux sociaux. Le 3 février 2024, elle interprète la chanson lors de l'émission Saturday Night Live, où elle est rejointe par les invités surprise Latto et Redman, qui rappe un nouveau couplet, s'ajoutant à celui de Latto sur le remix. Le titre de l'album est sorti le 3 février 2024, après avoir été interprété sur Saturday Night Live. La chanson "Rebound", remixée par le rappeur portoricain Anuel AA sur "l'édition deluxe", est sortie le 16 février 2024, coïncidant avec la sortie de l'album.

### This Is Me...Now: A Love Story
L'album est sorti en même temps que This Is Me...Now : A Love Story, un film musical d'accompagnement réalisé par Dave Meyers et écrit par Jennifer Lopez et Matt Walton, sorti sur Amazon Prime Video le 23 février 2024. Sur le site d'agrégation de critiques Rotten Tomatoes, le film obtient une note de 75 % de la part des critiques.

### The Greatest Love Story Never Told
L'album est également accompagné d'un documentaire musical, The Greatest Love Story Never Told, sorti le 27 février 2024. Ce documentaire retrace l'élaboration de l'album et du film musical et narratif This Is Me... Now : A Love Story. Le documentaire met en vedette Lopez, Affleck et l'actrice Jane Fonda, entre autres. Dans le documentaire, Lopez et Fonda discutent de la réalisation du film, de la mécanique de la relation de Lopez avec Affleck et de "l'examen de la vie de Lopez en tant que romantique en série". Fonda a déclaré : "Je veux que vous sachiez que je ne sais pas vraiment pourquoi, mais je me sens investie dans vous et Ben, et je veux vraiment que ça marche. Cependant, c'est absurde. On a trop l'impression que vous essayez de prouver quelque chose au lieu de le vivre. Vous savez, toutes les autres photos vous montrent en train de vous embrasser ou de vous étreindre". Lopez a rassuré Fonda en lui disant que "c'était juste nous qui vivions notre vie". Pendant le documentaire, Affleck apparaît dans des interviews sur le plateau de [...] : A Love Story, l'un des sujets abordés étant la question de savoir si Lopez "lui a jamais pardonné ses actions en 2003", une référence à la rupture de leurs fiançailles précédentes. Selon l'agrégateur de critiques Rotten Tomatoes, le film a été accueilli avec enthousiasme par la critique, obtenant une note de 100 % sur la base des avis de cinq critiques.

### Tournée
En février 2024, Jennifer Lopez a annoncé "This Is Me... Now: the Tour ", qui devrait débuter en juin et se poursuivre jusqu'en août 2024. La première étape de la tournée se déroulera dans "plus de 30 villes d'Amérique du Nord".

## Singles
Le premier single de l'album, "Can't Get Enough", a été publié le 10 janvier 2024. Il a été écrit par Lopez, Gitelman, Atia Boggs, Andrew Neely, Angel Lopez, Alton Ellis, Dennis Coffey, Chahayed, Hollis et Christopher Dotson. Il échantillonne la chanson de 1967 "I'm Still in Love With You" d'Alton Ellis. Lopez a teasé la chanson depuis son annonce en 2023. Le 2 janvier, Lopez a publié une vidéo sur ses médias sociaux où elle et Enola Bedard dansent sur un mash-up de "Can't Get Enough" et "Jiggie Woogie" de Baby Lawd et D-Legend. Un remix avec a rappeuse Latto a été publié le 26 janvier.
La chanson "This Is Me...Now" est sortie en tant que single promotionnel le 3 février 2024 sur toutes les plateformes de streaming,, accompagnée d'une vidéo lyrique.
Le remix de "Rebound", avec le rappeur portoricain Anuel AA, est sorti le 13 février 2024. La version solo et la version remixée figurent toutes deux sur l'album, tandis que la dernière ne figure que sur "l'édition deluxe". Le clip vidéo solo de "Rebound" a été diffusé pour la première fois le 21 février 2024, après avoir figuré dans This Is Me...Now : A Love Story.

## Performance commerciale
Aux États-Unis, l'album a débuté à la 38e place du Billboard 200. C'est le premier album studio de Jennifer Lopez à ne pas entrer dans le top 20 du classement. Les ventes physiques s'élèvent à 14 000 exemplaires (6 000 en CD, 5 000 en vinyle et 3 000 en téléchargement numérique). L'album a débuté à la première place du classement Tastemaker Albums et à la septième place des classements Vinyl Albums et Independent Albums.
L'album a débuté à la 55e place du UK Albums Chart et à la première place du UK R&B Albums Chart.

## Liste des titres
| This Is Me... Now | This Is Me... Now              | This Is Me... Now | This Is Me... Now | This Is Me... Now | This Is Me... Now | This Is Me... Now | This Is Me... Now | This Is Me... Now | This Is Me... Now |
| No                | Titre                          | Durée             |                   |                   |                   |                   |                   |                   |                   |
| ----------------- | ------------------------------ | ----------------- | ----------------- | ----------------- | ----------------- | ----------------- | ----------------- | ----------------- | ----------------- |
| 1.                | This Is Me... Now              | 4:13              |                   |                   |                   |                   |                   |                   |                   |
| 2.                | To Be Yours                    | 3:18              |                   |                   |                   |                   |                   |                   |                   |
| 3.                | Mad in Love                    | 3:06              |                   |                   |                   |                   |                   |                   |                   |
| 4.                | Can't Get Enough               | 3:06              |                   |                   |                   |                   |                   |                   |                   |
| 5.                | not.going.anywhere.            | 3:30              |                   |                   |                   |                   |                   |                   |                   |
| 6.                | Rebound                        | 3:02              |                   |                   |                   |                   |                   |                   |                   |
| 7.                | Dear Ben, Pt. II               | 3:39              |                   |                   |                   |                   |                   |                   |                   |
| 8.                | Hummingbird                    | 2:45              |                   |                   |                   |                   |                   |                   |                   |
| 9.                | Hearts and Flowers             | 4:10              |                   |                   |                   |                   |                   |                   |                   |
| 10.               | Broken Like Me                 | 3:16              |                   |                   |                   |                   |                   |                   |                   |
| 11.               | This Time Around               | 3:55              |                   |                   |                   |                   |                   |                   |                   |
| 12.               | Midnight Trip to Vegas         | 3:11              |                   |                   |                   |                   |                   |                   |                   |
| 13.               | Greatest Love Story Never Told | 3:07              |                   |                   |                   |                   |                   |                   |                   |
| 44:22             |                                |                   |                   |                   |                   |                   |                   |                   |                   |